# RT Documentary
RT Documentary – rosyjski dokumentalny kanał telewizyjny nadający w języku angielskim, blisko związany z rosyjską stacją informacyjną RT.
24 lutego 2022 roku Krajowa Rada Radiofonii i Telewizji, powołując się na kwestie bezpieczeństwa i obronności Rzeczypospolitej Polskiej w związku z rozpoczęciem przez Federację Rosyjską działań wojennych na Ukrainie, podjęła uchwałę w sprawie wykreślenia z „Rejestru programów telewizyjnych rozpowszechnianych wyłącznie w systemie teleinformatycznym i programów rozprowadzanych” między innymi programu RT Documentary.